# 大塚正士
大塚 正士（おおつか まさひと、1916年10月24日 - 2000年4月17日）は、日本の実業家、大塚グループ元総帥。

## 来歴
徳島県鳴門市出身。中学校を出た後、父親が興した当時は個人商店形態の大塚製薬工業部に勤め、1947年に代表者となる。その後、大塚製薬工業部は大塚製薬工場として法人化し、社長、会長に就任する。医薬品の原料だけでなく医薬品そのものの製造や食品事業にも進出し、17人の零細企業をグループ従業員1万5900人、売上高6500億円（1991年当時）に育て上げた。
1970年、アース製薬を買収した。1973年にアース製薬から発売された「ごきぶりホイホイ」の名付け親である。1974年に藍綬褒章、1986年に勲三等旭日中綬章を受賞。
1998年、地元である徳島・鳴門に貢献したいという想いから、大塚グループ設立75周年記念事業として、世界唯一の陶板名画美術館「大塚国際美術館」を開館。初代館長となる。
後を継いだ息子の大塚明彦（当時、大塚製薬社長）が新薬開発をめぐる贈収賄事件で有罪となったことをきっかけに、同族経営への批判が出たことから、経営の一線から退いた。
2000年4月17日、83歳で死去。同年5月、鳴門市名誉市民に決まる。

## 人物
- 著書に『わが実証人生』（上下巻2冊セット、総計2,070ページ、定価10万円、初版6,000部完売し5,000部増刷[1]）、『金儲けの秘訣』（定価5万円）がある。
- 細川たかしの「人生希望と辛抱だ」（大塚グループの大鵬薬品が製造・発売する胃腸内服液『ソルマック』のCMソング）の作詞も手がける。

## 親族
父は大塚武三郎。弟に大塚芳満、大塚公、大塚正富。子女は長男の大塚明彦（大塚ホールディングス元会長）と次男の大塚雄二郎（大塚化学元社長）と長女の大塚真紀と次女の大塚薫、孫は大塚一郎（大塚ホールディングス会長）、大塚太郎（大塚倉庫会長）と大塚雄三（元ヴォーカリスト、ともに雄二郎の子）。